# Sägemühle (Meschede)

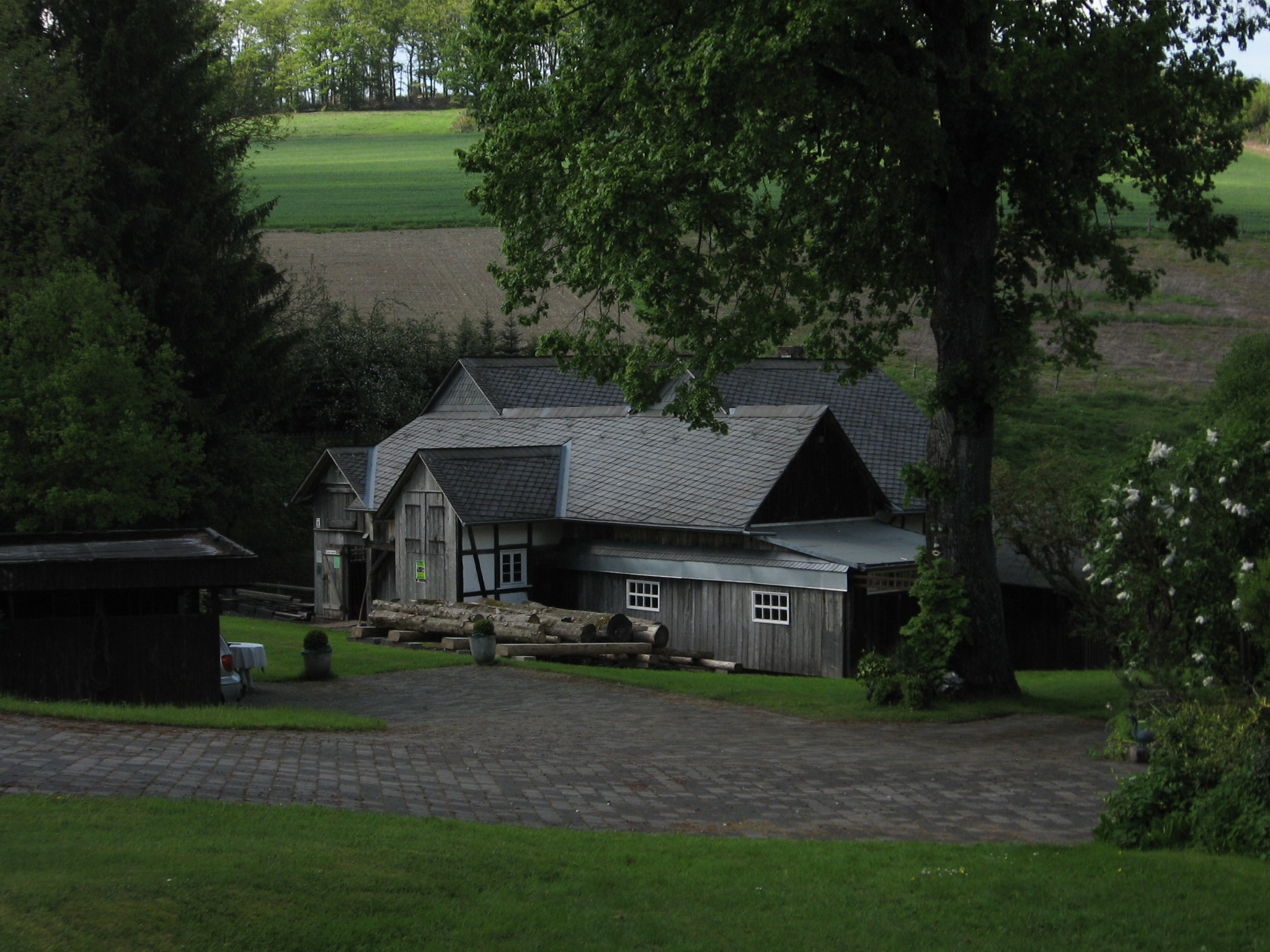
Sägemühle

Sägemühle ist ein Ortsteil der Stadt Meschede im Hochsauerlandkreis (Nordrhein-Westfalen), der bis 2022 zum nahen Remblinghausen gehörte. Namensgebend ist ein denkmalgeschütztes Profangebäude.

## Geschichte und Architektur der Mühle
Eine Mühle ist an dieser Stelle seit 1671 urkundlich belegt. Es wird vermutet, dass die Sägemühle aber schon früher bestand. 1809 lässt Theodor von Cloidt den ältesten heute noch stehenden Teil der Sägemühle bauen. Der eingeschossige, zum großen Teil verbretterte Fachwerkbau ist an der Frontseite mit der Jahreszahl 1809 markiert. In diesem Gebäudeteil befindet sich seither der Gatterraum. Der Betreiber der Mühle, Ludwig Steilmann, kauft 1844 von Theodor von Cloidt für 833 Taler Sägemühle, Wohnhaus, Mühlenteich und Ackerland.
Zum Ende des 19. und Anfang des 20. Jahrhunderts wurde die Mühle an der Rückseite um zweigeschossige Anbauten, wie die Stellmacherwerkstatt, erweitert. Das Wasserrad wurde 1929 durch das Turbinenhaus ersetzt. Die Anlage ist ein in Westfalen außergewöhnliches Ensemble von Maschinen des Holz verarbeitenden Gewerbes und der Dreschtechnik des späten 19. und frühen 20. Jahrhunderts. Der Betrieb wurde 1983 eingestellt. Im Jahr 1987 wurde die Sägemühle unter Denkmalschutz gestellt. 1994 stellte die Eigentümerin Gerda Schulte die Mühle dem Sägemühlenverein Remblinghausen e. V. im Rahmen eines Nutzungsvertrages zur Verfügung. Die Restaurierungsarbeiten und ein Flyer (Kulturdenkmal "Alte Sägemühle") wurden von Nordrhein-Westfalen-Stiftung Naturschutz, Heimat- und Kulturpflege gefördert. Der Sägemühlenverein bietet auch Führungen an.

### Heutige technische Ausstattung
- Die Turbine ist die zentrale Antriebsmaschine.
- Die Lichtmaschine aus der Zeit um 1901 ist eine der ältesten Maschinen zur Stromerzeugung im Sauerland.
- Die Dreschmaschine ist seit etwa 80 Jahren stationär in die Sägemühle eingebaut.
- Die Schrotmühle wurde umfassend restauriert und ist funktionsfähig.
- Die Stellmacherwerkstatt ist mit alten Werkzeugen und Maschinen ausgestattet.
- Die Kleesamenenthülsungsmaschine ist landläufig auch als Kleedreschmaschine bekannt.
- Die einzigartige Harkenspinnfräsmaschine ist eine Holzbearbeitungsmaschine zur Herstellung hölzerner Harken.
- Das Horizontalgatter

## Sonstiges

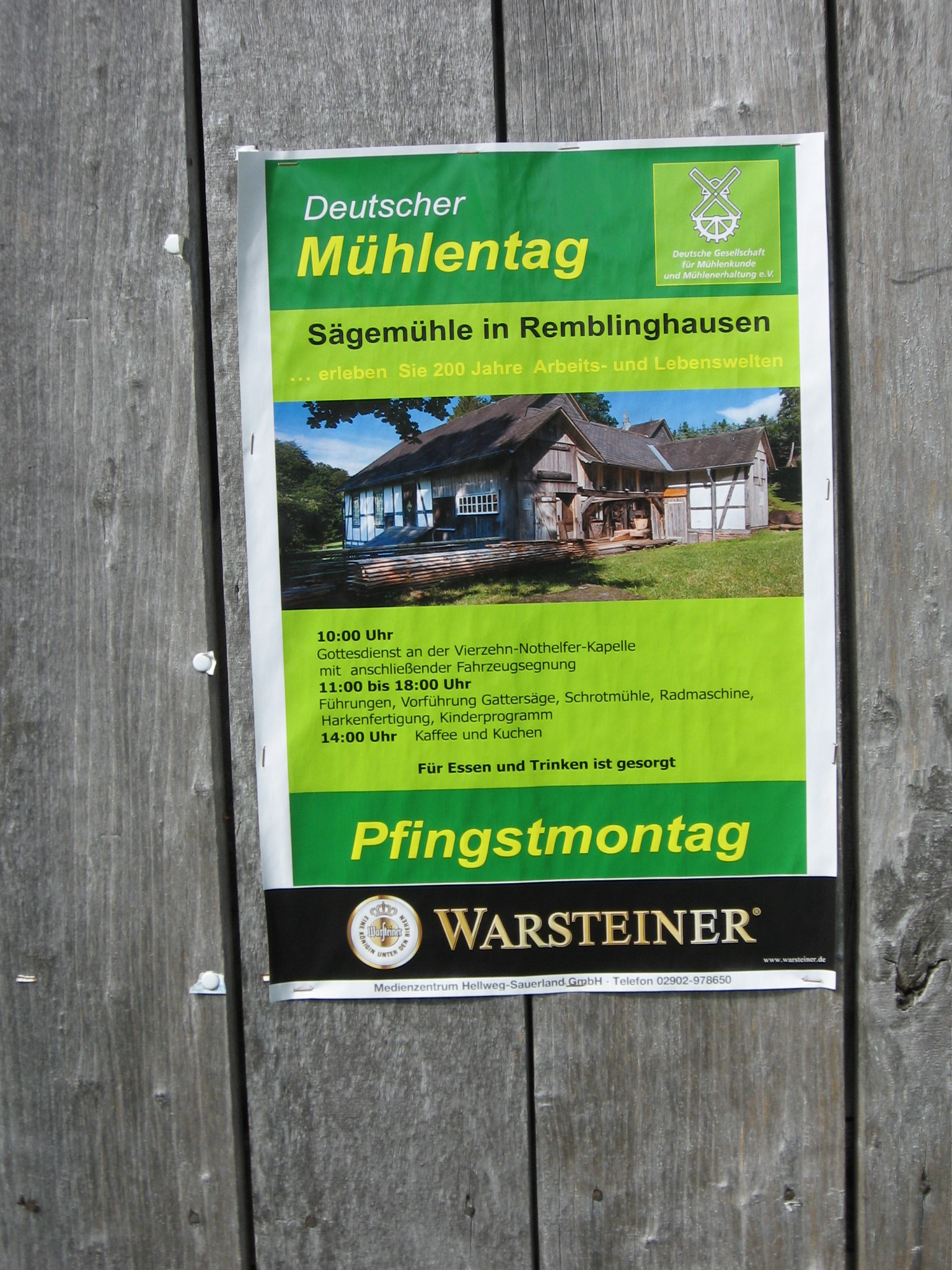
Plakat an der Sägemühle zum Deutschen Mühlentag

Ca. 70 m südöstlich der Sägemühle befindet sich die ebenfalls unter Denkmalschutz stehende Vierzehn-Nothelfer-Kapelle. Diese wird ebenfalls durch den Sägemühlenverein Remblinghausen e. V. betreut.